# 横山剛
横山 剛（よこやま ごう、1983年6月29日 - ）は、日本の男性空手家、キックボクサー。兵庫県出身。CMA KPW キックミドル級王者。第7代ACCELミドル級王者。CRAZY WOLF所属。CMA KPW キックフェザー級王者横山伸吾の実兄。

## 人物
- 士道館 横山道場の師範。
- 安田大サーカスと親交がある。
- 空手、キックのみならず、プロレスの試合もしている。

## 来歴
- 喧嘩に強くなりたいという理由で13歳から空手を始めた。
- 2003年、第5回正道会館ウェイト制オープントーナメント 全日本空手道選手権大会 軽量級 優勝。正道会館始まって以来のオール1本勝ちで他流派の初優勝という快挙を成し遂げる。
- 2005年、第25回士道館杯争奪ストロングオープントーナメント 全日本空手道選手権大会 中量級 優勝。
- 2006年10月29日、第26回士道館杯争奪ストロングオープントーナメント 全日本空手道選手権大会 中量級 優勝[1]
- 2008年8月16日、空手では相手が不足したため「GLADIATOR 3」でキックデビュー。マルセロ・ナシメントと対戦し判定勝ちを収めた。
- 2010年10月9日、「GLADIATOR 11“G-1”」のCMA KPW キックライト級王座決定戦で我龍真吾と対戦し、序盤から得意の足技で攻め続けるも倒しきれず最終R残り1分にノーガードで殴り合う我龍タイムと蹴り合う狂狼タイムを交互に繰り返し僅差の判定勝ちを収めた[2]。
- 2010年12月30日、「戦極 Soul of Fight」でWBCムエタイ日本スーパーウェルター級王者山内佑太郎と対戦しドロー判定となった。
- 2011年5月22日、「ACCEL初代ヘビー級王者決定戦」で第2代ACCELミドル級王者屋比久孟嗣と対戦し2RKO勝ちを収めた[3]。

## 戦績

### プロキックボクシング
| キックボクシング 戦績 | キックボクシング 戦績 | キックボクシング 戦績 | キックボクシング 戦績 | キックボクシング 戦績 | キックボクシング 戦績 | キックボクシング 戦績 |
| --------------------- | --------------------- | --------------------- | --------------------- | --------------------- | --------------------- | --------------------- |
| 10 試合               | (T)KO                 | 判定                  | その他                | 引き分け              | 無効試合              |                       |
| 8 勝                  | 4                     | 4                     | 0                     | 1                     | 0                     |                       |
| 1 敗                  | 1                     | 0                     | 0                     | 1                     | 0                     |                       |

| 勝敗 | 対戦相手             | 試合結果                   | 大会名                                                  | 開催年月日     |
| ○    | キム・イサク         | 1R 2:27 KO（左ミドル）     | GLADIATOR 21                                            | 2011年8月6日   |
| ○    | 福田裕介             | 3R終了 判定3-0             | HEAT 18                                                 | 2011年6月5日   |
| ○    | 屋比久孟嗣           | 2R KO（右フック）          | ACCEL初代ヘビー級王者決定戦                             | 2011年5月22日  |
| △    | 山内佑太郎           | 3R終了 判定1-1             | 戦極 Soul of Fight                                      | 2010年12月30日 |
| ○    | 勇気                 | 3R 0:29 TKO                | 火の国最強伝説 LEGEND 1                                 | 2010年12月5日  |
| ○    | 我龍真吾             | 3R終了 判定2-1             | GLADIATOR 11“G-1” 【CMA KPW キックライト級王座決定戦】  | 2010年10月9日  |
| ○    | 高芝海士             | 2R 2:39 TKO（タオル投入）  | GLADIATOR 6                                             | 2010年4月25日  |
| ○    | ムン・ジェフン       | 3R終了 判定3-0             | 日韓親善国際格闘技大会 GLADIATOR 岡山大会               | 2009年11月3日  |
| ×    | ノ・ジェギル         | 3R 2:01 KO（右ストレート） | K-1 WORLD MAX 2009 World Championship Tournament FINAL8 | 2009年7月13日  |
| ○    | マルセロ・ナシメント | 3R終了 判定3-0             | 日韓親善国際格闘技大会 GLADIATOR                        | 2008年8月16日  |

## 獲得タイトル
- CMA KPW キックミドル級王者
- ACCELミドル級王者
- GLADIATORキック武士道ミドル級王者